# Salpidae
Die Salpidae sind im offenen Ozean lebende Manteltiere. Sie haben, auf den ersten Blick, ein quallenartiges Erscheinungsbild, gehören aber zu den Chordatieren (Chordata) und sind damit mit den Wirbeltieren (Vertebrata) verwandt.
Ihr Hauptverbreitungsgebiet sind die tropischen und subtropischen Meere zwischen 40° nördlicher und südlicher Breite. Durch Meeresströmungen, z. B. den Golfstrom, können sie aber auch weit nördlich bis 60° nördlicher Breite verdriftet werden. Salpa thompsoni lebt in den kalten Meeren um die Antarktis. In der Nordsee werden gelegentlich Salpa fusiformis und Thalia democratica angetroffen. Sie kommen vor allem in der Nähe der Meeresoberfläche vor. Die maximale Tiefe liegt etwa bei 400 Metern.

## Merkmale

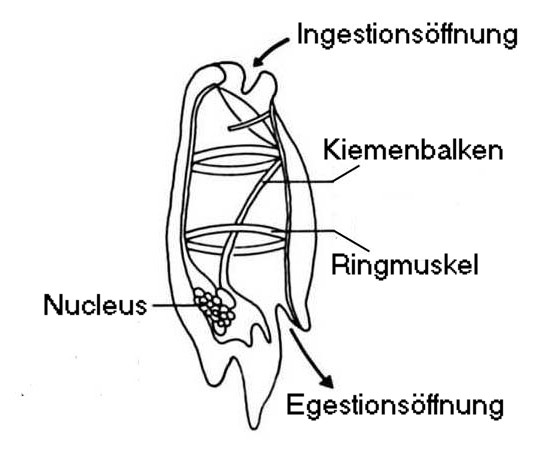
Aufbau einer Salpe

Salpidae sind tonnenförmige, meist farblose, transparente Organismen. Die Einzelorganismen erreichen eine Länge von 8 mm bis 19 cm (Oozoide von Thetys vagina). Ein Körperende dient als Ingestionsöffnung (Mund), das andere als Egestionsöffnung (Ausscheidung). Der den Körper umgebende cellulosehaltige Mantel (Tunica) ist relativ dick. Die Manteloberfläche, besonders das hintere Ende, ist oft mit kammartigen Fortsätzen und Leisten versehen. Der Körper wird durch die schräg stehende Kieme in zwei hohle Hälften geteilt, den eigentlichen Kiemendarm und den Kloakenraum. Die Kieme besteht aus einem großen Balken, der die beiden Kiemenspalten stützt und auf seiner Innenseite mit zahlreichen bewimperten Querrippen versehen ist.
Ein ventral offener, seltener auch geschlossener Körpermuskel aus vier bis acht Ringen umgibt den Körper. Mit seiner Kontraktion können die Salpidae aktiv schwimmen, haben aber keine Möglichkeiten sich entgegen einer Strömung fortzubewegen. Der erzeugte Wasserstrom wird durch den Kiemendarm (Pharynx) gefiltert und dient dadurch auch der Nahrungsaufnahme. Die Nahrungspartikel werden durch Schleim, der vom Endostyl gebildet wird, festgehalten und dann durch Wimpern in den Ösophagus transportiert. Der kurze Darm liegt auf der Ventralseite und ist schleifenförmig zu einem dichten, Nucleus genannten Knäuel gebündelt. Der Darm mündet in den Kloakenraum. Der Nucleus ist häufig lebhaft gefärbt und kann zeitweise leuchten. Die Gattung Cyclosalpa hat ein zusätzliches, paariges Leuchtorgan in der Leibeshöhle.
Das Nervensystem der Salpidae besteht aus einem dorsal, in der Nähe der Ingestionsöffnung gelegenen Ganglienknoten, dem Gehirn, von dem sich mehrere Nervenstränge durch den Körper ziehen. In der Nähe befindet sich auch ein einzelnes, hufeisenförmiges Auge.
Salpiden haben ein extrem schnelles Wachstum und können ihr Gewicht im Laufe eines Tages verdoppeln, in einer Stunde kann ihre Körperlänge um 10 % zunehmen.

## Lebenszyklus
Die Salpidae führen einen Generationswechsel durch und wechseln zwischen solitären, aus einem befruchteten Ei hervorgegangenen Oozoiden, die keine Geschlechtsorgane besitzen und sich vegetativ vermehren, und kolonialen, Ketten aus vielen Einzeltieren bildenden Blastozoiden, die sich geschlechtlich vermehren. Oozoiden und Blastozoiden sind voll entwickelte Organismen, deren Grundbauplan weitgehend übereinstimmt. Ein Unterschied sind die fehlenden Geschlechtsorgane der Oozoide. Außerdem sind Blastozoiden meist hinten zugespitzt, ihnen fehlen die hinteren Fortsätze der Oozoide, ihre Egestionsöffnung liegt unsymmetrisch, und an ihrer Ventralseite haben sie drei Längsleisten.
Der Generationswechsel wurde vom deutschen Naturforscher Adelbert von Chamisso 1819 zuerst beschrieben, der diesen Lebenszyklus während der Weltumsegelung des russischen Schiffs Rurik entdeckt hatte. Vorher wurden Oozoiden und Blastozoiden als verschiedene Arten beschrieben.
Die Oozoiden bilden an der Ventralseite des Endostyls, am sogenannten Stolo prolifer, zwischen dem zweiten und dritten Drittel ihres Körpers, zahlreiche Knospen, die schließlich den Mantel durchbrechen und zu Blastozoiden werden. Diese sind kleine Kettensalpen, die zunächst noch über die Darmkanäle der Einzeltiere miteinander verbunden sind. Die Blastozoiden lösen sich in linearen Ketten ab. Die zunächst einreihigen Ketten ordnen sich später zu zwei symmetrischen Reihen um oder bilden, bei der Gattung Cyclosalpa, auch ringförmige Verbindungen. Die Ketten können mehrere Meter lang werden. Mit zunehmender Reife werden die verbindenden Darmkanäle reduziert. Bei einigen Arten, den sogenannten Cyclosalpen, bleiben die Blastozoiden über Stiele oder plattenförmige Haftfortsätze miteinander verbunden.
Die Blastozoiden bilden ab einer Größe von wenigen Millimetern Gonaden. Geschlechtsreife Blastozoiden werden dann Gonozoiden genannt. Sie haben immer sowohl weibliche als auch männliche Geschlechtsorgane. Zunächst wird ein Ovar gebildet, der meist rechts in der Kloakenwand sitzt und in der Regel nur ein Ei bildet. Die Hoden sind büschelförmig, sitzen im Nucleus und entlassen das Sperma in den Kloakenraum. Die Eier reifen immer früher als die Spermien und können deshalb nur vom Sperma älterer Gonozoiden befruchtet werden. Der Embryo entwickelt sich in einer Plazenta im Bereich des Kloakenraums. Zellen, die das Ei umgeben, teilen sich zunächst sehr schnell und bilden einen Embryosack oder Scheinembryo, in dem der eigentliche Embryo eingebettet liegt. In ihm lässt sich ein Gewebe nachweisen, das der Chorda dorsalis entspricht. An der Ventralseite ist der Embryo durch die Plazenta mit dem Blutkreislauf des Muttertieres verbunden. Mit zunehmendem Wachstum kann der Embryo zunächst den Embryosack, dann auch die Kloakenwand durchstoßen und wird schließlich als solitär lebender Oozoide durch die Kloake geboren. Dabei nimmt er die Plazenta mit, von der zeitlebens ein Rudiment übrig bleibt. Blastozoiden sind also vivipar (lebendgebärend). Ein Larvenstadium gibt es nicht.
Bei Thalia democratica liegt die Lebensdauer einer Generation, abhängig vom Nahrungsangebot, im Bereich zwischen 50 Stunden und zwei Wochen.

## Ökologische Bedeutung
Salpiden können in sehr großen Massen auftreten. Öfters sind schon Schwärme von über 100 km Länge festgestellt worden. In einem Kubikmeter Wasser konnten bis zu 7000 Einzeltiere gezählt werden. Da die Salpidae durchsichtig sind, sind sie relativ sicher vor Fressfeinden. Ihr hohler Körper bietet einigen Krebstieren Lebensraum, z. B. weiblichen Ruderfußkrebsen der Gattung Sapphirina und Flohkrebsen der Familie Hyperiidae. Phronima sedentaria aus der letzten Familie frisst den Hohlraum aus und nutzt ihn dann als Schutzraum für sein Gelege.

## Systematik
Die Salpidae sind eine Familie der Salpen (Thaliacea). Ihre Schwestergruppe sind die Feuerwalzen (Pyrosomida). Das von beiden gebildete Taxon ist die Schwestergruppe der Tonnensalpen (Doliolida), die sich von den Salpidae unter anderem durch einen ventral geschlossenen Körpermuskel unterscheiden. Alle Salpen stammen wahrscheinlich von den sessilen Seescheiden (Ascidiae) ab, die deshalb paraphyletisch sind.

## Gattungen und Arten

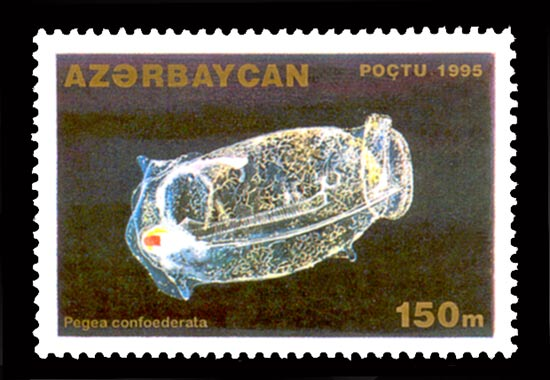
Pegea confederata auf einer aserbaidschanischen Briefmarke

Es gibt 14 valide Gattungen mit fast 50 Arten:
- Gattung Brooksia Metcalf, 1918
  - Brooksia berneri van Soest, 1975
  - Brooksia rostrata (Traustedt, 1893)
- Gattung Cyclosalpa de Blainville, 1827
  - Cyclosalpa affinis (Chamisso, 1819)
  - Cyclosalpa bakeri Ritter, 1905
  - Cyclosalpa floridana (Apstein, 1894)
  - Cyclosalpa foxtoni van Soest, 1974
  - Cyclosalpa ihlei van Soest, 1974
  - Cyclosalpa pinnata (Forskål, 1775)
  - Cyclosalpa polae Sigl, 1912
  - Cyclosalpa quadriluminis Berner, 1955
  - Cyclosalpa sewelli Metcalf, 1927
  - Cyclosalpa strongylenteron Berner, 1955
- Gattung Helicosalpa Todaro, 1902
  - Helicosalpa komaii (Ihle & Ihle-Landenberg, 1936)
  - Helicosalpa virgula (Vogt, 1854)
  - Helicosalpa younti Kashkina, 1973
- Gattung Iasis Savigny, 1816
  - Iasis zonaria
- Gattung Ihlea
  - Ihlea magalhanica (Apstein, 1894)
  - Ihlea punctata (Forskål, 1775)
  - Ihlea racovitzai (Van Beneden & Selys Longchamp, 1913)
- Gattung Metcalfina
  - Metcalfina hexagona (Quoy & Gaimard, 1824)
- Gattung Pegea
  - Pegea confederata (Forskål)
  - Pegea scuticera-confoederata Cuv.Forsk
  - Pegea scutigera-confoederata Cuvier-Forskal
- Gattung Ritteriella Metcalf, 1919
  - Ritteriella amboinensis (Apstein, 1904)
  - Ritteriella picteti (Apstein, 1904)
  - Ritteriella retracta (Ritter, 1906)
- Gattung Salpa
  - Salpa aspera Chamisso, 1819
  - Salpa cylindrica
  - Salpa fusiformis Cuvier, 1804
  - Salpa gerlachei Foxton, 1961
  - Salpa maxima Forskål, 1775
  - Salpa thompsoni Foxton, 1961
  - Salpa tilsicostata
  - Salpa tuberculata Metcalf, 1918
  - Salpa younti van Soest, 1973
- Gattung Soestia
  - Soestia cylindrica (Cuvier, 1804)
  - Soestia zonaria (Pallas, 1774)
- Gattung Thalia
  - Thalia cicar van Soest, 1973
  - Thalia democratica (Forskål, 1775)
  - Thalia longicauda (Quoy & Gaimard, 1824)
  - Thalia orientalis Tokioka, 1937
  - Thalia rhinoceros van Soest, 1975
  - Thalia rhomboides (Quoy & Gaimard, 1824)
  - Thalia sibogae van Soest, 1973
- Gattung Thetys
  - Thetys costata
  - Thetys tilesii
  - Thetys vagina
- Gattung Traustedtia
  - Traustedtia multitentaculata (Quoy & Gaimard, 1834)
- Gattung Weelia Yount, 1954
  - Weelia cylindrica (Cuvier, 1804)